# 8452 Clay
8452 Clay è un asteroide della fascia principale. Scoperto nel 1978, presenta un'orbita caratterizzata da un semiasse maggiore pari a 2,4068655 au e da un'eccentricità di 0,1692660, inclinata di 2,20470° rispetto all'eclittica.
L'asteroide è dedicato a Landon e Livinia Clay, membri attivi dell'osservatorio presso cui è avvenuta la scoperta.